# Juan Martínez (zapaśnik)
Juan Esteban Martínez Ibargüen (ur. 12 czerwca 1991) – kolumbijski zapaśnik w stylu wolnym. Brązowy medal na igrzyskach panamerykańskich w 2011 i na mistrzostwach w 2013. Trzeci na igrzyskach igrzyskach Am.Płd w 2010, a także na igrzyskach Ameryki Środkowej i Karaibów w 2014. Złote medale na mistrzostwach Ameryki Południowej w 2012 i 2013. Trzeci na igrzyskach boliwaryjskich w 2013 i 2017 roku.